# Trithemis selika
Trithemis selika är en trollsländeart. Trithemis selika ingår i släktet Trithemis och familjen segeltrollsländor.

## Underarter
Arten delas in i följande underarter:
- T. s. maia
- T. s. selika